# Roadracing-VM 1952
Världsmästerskapen i Roadracing 1952 var det tredje världsmästerskapet för motorcyklar andordnat av FIM. Det tävlades i fem klasser: 500, 350, 250, 125 cm³ och Sidvagnar 500 cm³. Säsongen bestod av åtta Grand prix. Den inleddes 18 maj med Schweiz Grand Prix och avslutades med Spaniens Grand Prix den 20 oktober.
| Klass   | Mästare individuellt      | Mästare konstruktörer |
| ------- | ------------------------- | --------------------- |
| 500GP   | Umberto Masetti           | Gilera                |
| 350GP   | Geoff Duke                | Norton                |
| 250GP   | Enrico Lorenzetti         | Moto Guzzi            |
| 125GP   | Cecil Sandford            | MV Agusta             |
| Sidvagn | Cyril Smith/Clements+Nutt | Norton                |

## 1952 års Grand Prix-kalender
Frankrikes Grand Prix hade förlorat sin VM-status 1952 och Västtysklands Grand Prix kom med i VM-kalendern.
| Omgång | Datum   | Grand Prix     | Bana                | Segrare 125cc   | Segrare 250cc     | Segrare 350cc | Segrare 500cc     | Sidvagnar       |
| ------ | ------- | -------------- | ------------------- | --------------- | ----------------- | ------------- | ----------------- | --------------- |
| 1      | 17-18/5 | Schweiz        | Bremgarten          |                 | Fergus Anderson   | Geoff Duke    | Jack Brett        | Milani/Pizzocri |
| 2      | 11-13/6 | Isle of Man TT | Mountain course     | Cecil Sandford  | Fergus Anderson   | Geoff Duke    | Reg Armstrong     |                 |
| 3      | 28/6    | Assen TT       | Circuit van Drenthe | Cecil Sandford  | Enrico Lorenzetti | Geoff Duke    | Umberto Masetti   |                 |
| 4      | 6/7     | Belgien        | Spa                 |                 |                   | Geoff Duke    | Umberto Masetti   | Oliver/Price    |
| 5      | 20/7    | Västtyskland   | Solitude            | Werner Haas     | Rudi Felgenheier  | Reg Armstrong | Reg Armstrong     | Smith/Clements  |
| 6      | 16/9    | Ulster         | Clady Circuit       | Cecil Sandford  | Maurice Cann      | Ken Kavanagh  | Cromie McCandless |                 |
| 7      | 14/9    | Nationernas GP | Monza               | Emilio Mendogni | Enrico Lorenzetti | Ray Amm       | Leslie Graham     | Merlo/Magri     |
| 8      | 5/10    | Spanien        | Montjuïc            | Emilio Mendogni |                   |               | Leslie Graham     | Oliver/Dobelli  |

### Poängräkning
De sex främsta i varje race fick poäng enligt tabellen nedan. De fyra bästa resultaten räknades i mästerskapen för 125cc, 250cc och sidvagnarna, de fem bästa resultaten räknades för 350cc och 500cc.
| Plats | 1 | 2 | 3 | 4 | 5 | 6 |
| ----- | - | - | - | - | - | - |
| Poäng | 8 | 6 | 4 | 3 | 2 | 1 |

## 500GP
|   | Datum  | Gran Prix      | Bana            | Segrare           | Tvåa            | Trea            | Snabbaste varv  |
| - | ------ | -------------- | --------------- | ----------------- | --------------- | --------------- | --------------- |
| 1 | 18.05. | Schweiz        | Bremgarten      | Jack Brett        | William Doran   | Carlo Bandirola | Jack Brett      |
| 2 | 13.06. | Isle of Man TT | Mountain Course | Reg Armstrong     | Leslie Graham   | Ray Amm         | Geoff Duke      |
| 3 | 28.06. | Assen TT       | Assen           | Umberto Masetti   | Geoff Duke      | Ken Kavanagh    | Umberto Masetti |
| 4 | 06.07. | Belgien        | Spa             | Umberto Masetti   | Geoff Duke      | Ray Amm         | Umberto Masetti |
| 5 | 20.07. | Tyskland       | Solitude        | Reg Armstrong     | Ken Kavanagh    | Sid Lawton      | Leslie Graham   |
| 6 | 16.08. | Ulster         | Clady           | Cromie McCandless | Rod Coleman     | Bill Lomas      | Leslie Graham   |
| 7 | 14.09. | Nationernas GP | Monza           | Leslie Graham     | Umberto Masetti | Nello Pagani    | Leslie Graham   |
| 8 | 05.10. | Spanien        | Montjuïc        | Leslie Graham     | Umberto Masetti | Ken Kavanagh    | Umberto Masetti |

### Förarmästerskapets slutställning
| 1  | Umberto Masetti   | Gilera             | 28 |
| 2  | Leslie Graham     | MV Agusta          | 25 |
| 3  | Reg Armstrong     | Norton             | 22 |
| 4  | Rod Coleman       | A.J.S.             | 15 |
| 5  | Jack Brett        | A.J.S.             | 14 |
| 6  | Ken Kavanagh      | Norton             | 14 |
| 7  | Geoff Duke        | Norton             | 12 |
| 8  | Nello Pagani      | Gilera             | 12 |
| 9  | Cromie McCandless | Norton / Gilera    | 12 |
| 10 | Ray Amm           | Norton             | 9  |
| 11 | Carlo Bandirola   | MV Agusta          | 7  |
| 12 | William Doran     | A.J.S.             | 6  |
| 13 | Bill Lomas        | A.J.S. / MV Agusta | 6  |
| 14 | Sid Lawton        | Norton             | 5  |
| 15 | Auguste Goffin    | Norton             | 2  |
|    | Phil Carter       | Norton             | 2  |
|    | Giuseppe Colnago  | Gilera             | 2  |
| 18 | Hans Baltisberger | BMW                | 1  |
|    | John Surtees      | Norton             | 1  |

### Konstruktörmästerskapets slutställning
| 1 | Gilera    | 36 (39) |
| 2 | Norton    | 32 (36) |
| 3 | MV Agusta | 30 (33) |
| 4 | A.J.S.    | 22      |
| 5 | BMW       | 1       |

(Poäng inom parentes inklusive strukna resultat.)

## 350GP
Förarmästerskapets slutställning:
| Plats | Förare        | Land           | Motorcykel | Poäng   | Segrar |
| ----- | ------------- | -------------- | ---------- | ------- | ------ |
| 1     | Geoff Duke    | Storbritannien | Norton     | 32      | 4      |
| 2     | Reg Armstrong | Irland         | Norton     | 24 (31) | 1      |
| 3     | Ray Amm       | Sydrhodesia    | Norton     | 21      | 1      |
| 4     | Rod Coleman   | Nya Zeeland    | AJS        | 20 (24) |        |
| 5     | Ken Kavanagh  | Australien     | Norton     | 16      | 1      |
| 6     | Jack Brett    | Storbritannien | AJS        | 12 (13) |        |

## 250GP
| Plats | Förare            | Land           | Fabrikat            | Poäng   | Segrar |
| ----- | ----------------- | -------------- | ------------------- | ------- | ------ |
| 1     | Enrico Lorenzetti | Italien        | Moto Guzzi          | 28 (34) | 2      |
| 2     | Fergus Anderson   | Storbritannien | Moto Guzzi          | 24      | 2      |
| 3     | Leslie Graham     | Storbritannien | Benelli / Velocette | 11      |        |
| 4     | Maurice Cann      | Storbritannien | Moto Guzzi          | 10      | 1      |
| 5     | Rudi Felgenheier  | Västtyskland   | DKW                 | 8       | 1      |
| 6     | Bruno Ruffo       | Italien        | Moto Guzzi          | 7       |        |

## 125GP
| Plats | Förare          | Land           | Fabrikat   | Poäng   | Segrar |
| ----- | --------------- | -------------- | ---------- | ------- | ------ |
| 1     | Cecil Sandford  | Storbritannien | MV Agusta  | 28 (32) | 3      |
| 2     | Carlo Ubbiali   | Italien        | FB Mondial | 24      |        |
| 3     | Emilio Mendogni | Italien        | Morini     | 16      | 2      |
| 4     | Leslie Graham   | Storbritannien | MV Agusta  | 10      |        |
| 5     | Luigi Zinzani   | Italien        | Morini     | 9       |        |
| 6     | Werner Haas     | Västtyskland   | NSU        | 8       | 1      |